# Sundskär (vid Rumar, Korpo)
För andra betydelser, se Sundskär (olika betydelser).
Sundskär är en ö i Finland.   Den ligger i kommunen Pargas i den ekonomiska regionen  Åboland  och landskapet Egentliga Finland, i den sydvästra delen av landet, 180 km väster om huvudstaden Helsingfors.